# تایم‌مستر (فیلم)
تایم‌مستر (انگلیسی: Timemaster) یک فیلم ماجراجویی و علمی تخیلی آمریکایی به نویسندگی و کارگردانی جیمز گلیکنهاوس که در سال ۱۹۹۵ منتشر شد. در این فیلم جسی کامرون-گلیکن‌هاوس، پت موریتا، یوآنا پاتسوا، دانکن ریگر و میشل ویلیامز ایفای نقش می‌کنند.

## خلاصه داستان
جسی جوان آخرین خط دفاعی زمین است و در طول زمان سفر می‌کند و سعی می‌کند یک تهدید بیگانه را متوقف کند.